# Beach Fossils
I Beach Fossils sono un gruppo musicale statunitense originario di Brooklyn e formatosi nel 2009.

## Formazione
Attuale
- Dustin Payseur
- Tommy Gardner
- Jack Doyle Smith
- Tommy Davidson

Ex membri
- John Peña (poi Heavenly Beat)
- Zachary Cole Smith (poi DIIV)
- Christopher Sennott Burke

## Discografia

### Album
- 2010 - Beach Fossils
- 2013 - Clash the Truth
- 2017 - Somersault
- 2023 - Bunny

### EP e singoli
- 2010 - Daydream
- 2010 - Vacation
- 2010 - Face It
- 2011 - Gruesome Flowers: A Tribute to the Wake
- 2011 - What a Pleasure
- 2012 - Careless
- 2012 - Shallow
- 2017 - This Year
- 2017 - Saint Ivy
- 2017 - Down the Line
- 2017 - Tangerine
- 2017 - Social Jetlag
- 2018 - Agony (cover del rapper svedese Yung Lean)
- 2021 - L.I.N.E. (cover della musicista britannica Kelly Lee Owens)
- 2023 - Don't Fade Away